# Rafael Nadal i Farreras
Rafael Nadal i Farreras (Girona, 1954), conegut habitualment com a Rafel Nadal, és un periodista i escriptor català.

## Biografia

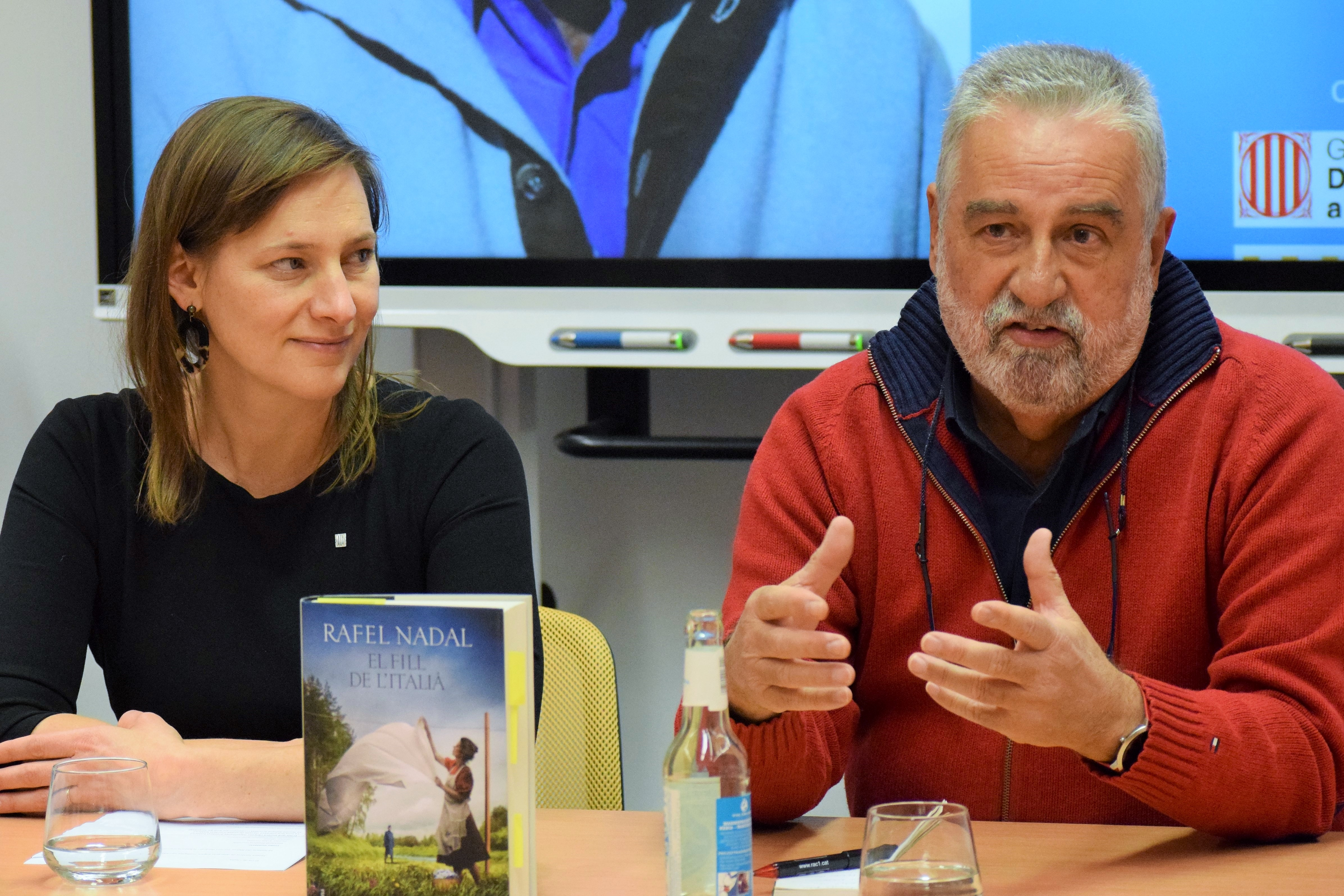
Nadal amb Marie Kapretz a la presentació del llibre El fill de l'italià a Berlín (2019)

Fill de l'empresari gironí Manel Nadal i Oller, el sisè de dotze germans, com a periodista va començar la seva carrera professional durant els anys 70 com a corresponsal a París per Catalunya/Express. Posteriorment va passar per Punt Diari com a cap de redacció (1980), El Periódico de Catalunya (1981-82), El País (1982-1988) i Diari de Barcelona, com a subdirector (1989). El 1990 va tornar a El Periódico de Catalunya, on va ser sotsdirector de continguts no diaris i suplements. El 1995 va ser nomenat director de Màrqueting, Projectes, Expansió i Distribució d'Edicions Primera Plana, on va impulsar el llançament de l'edició en català d'El Periódico. Entre 2001 i 2003 va ser director general de la Unitat Audiovisual i Digital del Grup Zeta.
Va ser director d'El Periódico de Catalunya de maig de 2006 a febrer de 2010, període durant el qual el diari va rebre nombrosos premis, entre els quals el Nacional de Comunicació de 2008. Actualment escriu a La Vanguardia i col·labora habitualment a RAC 1 i Televisió de Catalunya.
Com a escriptor, és autor d’Els mandarins (2011), un llibre de retrats sobre el poder; Quan érem feliços (Premi Josep Pla, 2012), una obra de referència de la literatura de la memòria, i Quan en dèiem xampany (2013), una saga familiar a cavall de Catalunya i la Xampanya francesa. La maledicció dels Palmisano (2015) ha estat traduïda a vint-i-dues llengües, i La senyora Stendhal (2017), a cinc.
La seva obra El fill de l’italià (2019) ha estat guardonada amb el Premi Ramon Llull, el guardó més reconegut de les lletres catalanes. L'obra ja té assegurades les edicions en castellà (Planeta), en francès (Editis), en italià (DeA Planeta Libri), i en grec (Klidarithmos).

## Obres
- Els mandarins (2011, Columna) - assaig: visió personal sobre personatges poderosos dins i fora de Catalunya
- Quan érem feliços (2012, Destino) - memòries d'infantesa (narrativa de no ficció)
- Quan en dèiem xampany (2013, Columna) - crònica familiar (novel·lada?), preqüela de l'anterior llibre
- La maledicció dels Palmisano (2015, Columna) - novel·la
- La senyora Stendhal (2017, Columna) - novel·la històrica
- El fill de l'italià (2019, Columna) - novel·la
- Mar d'estiu (2020, Univers, Enciclopèdia Catalana) - assaig: "aproximació sentimental a la Mediterrània"
- El somni d'en Blai, amb il·lustracions de Valentí Gubianas (2020, Estrella Polar, Grup 62) - literatura infantil, conte.

## Premis i reconeixements
- 2012. XLIV Premi Josep Pla per Quan érem feliços
- 2013. Premi Joaquim Amat-Piniella (a obra publicada) per Quan érem feliços
- 2014. Premi Anglada (a obra publicada) per Quan en dèiem xampany
- 2019. XXXIX Premi de les Lletres Catalanes Ramon Llull per El fill de l’italià[5]